# Rolando Coimbra
Rolando Coimbra Aguilera (Montero, 25 febbraio 1960) è un ex calciatore boliviano, di ruolo difensore.

## Biografia
Ha avuto quattro figli dal matrimonio con Nancy Justiniano.

## Caratteristiche tecniche
Difensore, giocava come centrale. Le sue doti principali erano la tenacia, la forza fisica e l'abilità con cui partecipava alla fase offensiva.

## Carriera

### Club
Coimbra debuttò in Liga del Fútbol Profesional Boliviano nel torneo del 1979 con la maglia del Guabirá. Fino al 1983 rimase con il Guabirá, divenendo titolare e superando quota 100 partite in massima serie. Nel 1984 passò al Blooming, con cui, alla prima stagione, vinse il campionato. Con il club bianco-azzurro di Santa Cruz de la Sierra rimase fino al 1988, dopo aver raggiunto le 103 presenze. Nel 1989 giocò con il Real Santa Cruz, per poi trasferirsi all'Oriente Petrolero: lì vinse il secondo titolo nazionale della sua carriera, nel 1990. Nella terza parte del campionato 1991 giocò per il Wilstermann. Nel 1992 si accasò al Destroyers, ove rimase due stagioni, per poi chiudere la carriera nel 1994 al San José di Oruro.

### Nazionale
Il 19 luglio 1983 fece il suo esordio in Nazionale maggiore. Nel 1983 venne incluso nella lista per la Copa América. Debuttò il 21 agosto a La Paz contro il Perù, giocando da titolare tutti i 90 minuti. Presenziò poi con Bolivia (31 agosto) e ancora Perù (4 settembre). Nel 1985 partecipò alle qualificazioni al campionato mondiale di calcio 1986. Due anni dopo fu nuovamente convocato per la Copa América, in programma in Argentina. Esordì nel torneo il 28 giugno a Rosario contro il Paraguay; nella gara con la Colombia del 1º luglio fu espulso all'81º minuto.

## Palmarès

### Club

#### Competizioni nazionali
- Campionato boliviano: 2

Blooming: 1984
Oriente Petrolero: 1990